# Förensligandet i det egentliga Västerbotten
Förensligandet i det egentliga Västerbotten är en roman från 1998 av den svenske författaren Nikanor Teratologen. Den är skriven på västerbottnisk dialekt och skildrar allehanda groteskheter som begås av berättaren Pyret och hans morfar. Boken är uppföljaren till författarens debutverk Äldreomsorgen i Övre Kågedalen, utgivet 1992. Huvudpersonerna återkommer även i Hebbershålsapokryferna från 2002.

## Utgivning
Förensligandet i det egentliga Västerbotten blev refuserad av Norstedts som hade givit ut Äldreomsorgen i Övre Kågedalen. Teratologen skickade istället manuset till Vertigo, vars förläggare Carl-Michael Edenborg initialt också refuserade det, men övertalades av sin dåvarande partner Gabriella Håkansson att ge ut boken. År 2012 nyutgavs Äldreomsorgen och Förensligandet i en gemensam samlingsutgåva från Vertigo.

## Mottagande
Mikael Löfgren skrev i Dagens Nyheter: "Mycket är sig likt i den nya boken. Den politiska inkorrektheten är fortsatt programmatisk. Teratologen buntar ihop och gör processen kort med kvinnor, judar, barn, Skelleftebor, sörlänningar - kort sagt alla som inte är pissbögar från Kågedalen, det vill säga alla utom bokens hjältar, morfar och Pyret, av vilka egentligen bara morfar är helt okej." Löfgren skrev att han ibland kom att "tänka på Arkiv X. Andra gånger på teveserien Pistvakt - om man kunde tänka sig ett avsnitt specialgjort för ambitiösa studenter på kulturvetarlinjen med totalkoll på otäcka videofilmer. ... Ibland glömmer författaren att förse naturskildringarna med den kitschbelysning genren kräver, och förlorar sig i något som bara kan liknas vid skönhet. ... Den dialektala, lillgammalt förnumstiga språkdräkten formar sig ledigt efter de innehållsliga vedervärdigheterna, och kan omärkligt dras åt till ett utestängande, nästan obegripligt tungomål med den sällsamma effekten att man som läsare tror sig berövad sitt eget språk."